# 拉戈阿-杜伊塔恩加
拉戈阿-杜伊塔恩加是巴西伯南布哥州的一个市镇。总面积62.722平方公里，总人口20018人，人口密度319.2人/平方公里。